# Socjoantropologia
Socjoantropologia – dyscyplina wiedzy humanistycznej powstała ze zbliżenia się perspektyw poznawczych socjologii i antropologii. 
Choć socjologia bada kulturę, wartości i wierzenia jako pochodne systemu społecznego a antropologia traktuje je autonomicznie, to próby budowania ogólnej teorii czynią antropologa socjologiem i odwrotnie, gdyż dylematy teoretyczne tych nauk były i są takie same.
Szczególne zbliżenie dyscyplin następuje, gdy antropologia przenosi uwagę z "tego, co dalekie" na "to, co bliskie", socjologia natomiast zwiększa zainteresowanie tym, co jednostkowe/intersubiektywne.
Przez długi okres socjologia była nieświadoma problematyki związanej z wchodzeniem w to, co obce i nieznane, ponieważ zasadzała się na badaniu własnego społeczeństwa badacza. W sytuacji postindustrialnej globalizacji świadomość ta musiała ulec zmianie, gdyż wskutek wzmożonej komunikacji i mobilności zatarciu uległo rozróżnienie tego, co "odległe", od tego, co "bliskie", a z pozoru bliskie obiekty jak na przykład świat medialny nabrały charakteru "obcości".
Z drugiej strony antropologia, zwrócona tradycyjnie ku badaniu przeszłości, inności kulturowej, tego, co odległe i ginące, po pierwsze: napotkawszy zagadnienie relatywizmu, zaczęła wątpić, czy człowieka "dzikiego" (Innego) da się w ogóle poznać czy opisać przy użyciu "cywilizowanych kategorii", a po drugie: straciła w dobie globalizacji idealne obiekty antropologicznego poznania. Wskutek zmiany perspektywy badawczej zaczęła zwracać się ku kulturom "bliskim".
Socjoantropolog myśli więc "o sobie samym jako o innym" – poszukuje tego, co ponadkulturowe, wspólne wszystkim ludziom.